# Font de la Granota
La Font de la Granota és una font noucentista de Sabadell (Vallès Occidental) inclosa a l'Inventari del Patrimoni Arquitectònic de Catalunya. És obra de Josep Campeny i de Josep Renom i data del 1919. Està situada a la Rambla cantonada amb el carrer del Jardí.

## Descripció
Font feta amb base i pica de pedra sobre la qual hi ha l'escultura d'un noi de ferro colat. Les mides de l'escultura són 95,5 x 0,80 x 1,37 m, mentre que les de la font de pedra són 1,79 x 1,72 x 1,35 m. L'alçada total és de 2,24 m.

## Història
Aquesta és una de les poques fonts que queden a la ciutat de les 60 que hi havia l'any 1927. És còpia de la Font de la Granota, obra de l'escultor Josep Campany (1911-1912), situada a la cruïlla de l'avinguda de la Diagonal amb el carrer de Còrsega, de Barcelona. El pedestal és, però, diferent.